# Mixtape: Oh
«Mixtape: Oh» (кор. 애) — сингл южнокорейского бой-бэнда Stray Kids, выпущенный как цифровой сингл лейблом JYP Entertainment 26 июня 2021 года. Распространялся сервисом Dreamus в рамках проекта группы «Mixtape Project». Включён в студийный альбом коллектива Noeasy.
Написанная участниками продюсерского юнита 3Racha (Пан Чхан, Чханбин и Хан) при соавторстве Коби и Холи Эма, композиция «Mixtape: Oh» представляет собой электропоп-песню со средним темпом и ритмом реггетона. В текстовом содержании произведения отражены чувства разочарования, связанных с ощущением незрелости в присутствии любимого человека. С коммерческой точки зрения, песня дебютировала на первой позиции в чарте Billboard World Digital Song Sales, став первым синглом коллектива, занявшим верхнюю строчку данного рейтинга.

## Предыстория и выпуск
15 июня 2021 года, после победы в музыкальном шоу «Kingdom: Legendary War», было объявлено, что Stray Kids выпустят новую песню в качестве цифрового сингла в конце июня. Релиз станет частью проекта «Mixtape», аналогично предыдущим синглам «Mixtape: Gone Days» и «Mixtape: On Track», как сообщалось в нескольких официальных музыкальных источниках. Лейбл JYP Entertainment подтвердил, что коллектив работает над новой песней.
26 июня в 00:00 по корейскому времени (KST) был выпущен сингл «Mixtape: Oh» вместе с музыкальным видео, без предварительного анонса. В клипе приняли участие все восемь участников Stray Kids, включая Хёнджина, который с конца февраля находился в перерыве из-за обвинений в издевательствах. Позже объявил о возобновлении групповой активности с июля. В этот же день были опубликованы индивидуальные концептуальные фотографии участников. Позднее песня была включена во второй студийный альбом группы Noeasy, который был выпущен 23 августа.

## Тексты песен и создание
Музыкально, «Mixtape: Oh» представляет собой современную электронную поп-песню среднего темпа, основанную на ритме реггетона, с влиянием дип-хауса и тропикал-хауса. Композиция была написана участниками продюсерского юнита 3Racha, Пан Чханом, Чханбином и Ханом, и совместно скомпонована и аранжирована Коби и Холи Эмом. Песня написана в тональности си минор, с темпом 88 ударов в минуту и продолжительностью 3 минуты 32 секунды. Лирически, песня отражает искренние чувства человека, находящегося влюбленным, и выражает внутренние переживания. Заголовок «애» в корейском языке имеет двойное значение: он переводится как «ребёнок» (на хангыле) и «любовь» (愛 на ханче). Эта многозначность темы подчеркивает чувства недовольства и фрустрации человека по отношению к себе за неуклюжесть и незрелость в присутствии любимого человека.

## Коммерческий успех
В Республике Корея сингл «Mixtape: Oh» дебютировал на 18-й позиции в чарте Gaon Download Chart и на 97-й позиции в чарте BGM. В Японии композиция вошла в чарты, достигнув 59-й позиции в списке Billboard Japan Download Songs. В Сингапуре песня дебютировала на 19-м месте в региональном чарте RIAS. В США заняла первое место в чарте Billboard World Digital Song Sales, став первой песней группы, достигнувшей этой позиции в данном чарте.

## Музыкальный видеоклип
Музыкальный видеоклип, сопровождающий сингл, был представлен на YouTube-канале JYP Entertainment в 26 июня 2021 года, в день выхода самой композиции. Визуальная концепция видео выполнена в светло-голубых тонах, в котором все участники группы изображены в состоянии внутреннего конфликта и стремятся к примирению друг с другом.

## Живые выступления
Участники Stray Kids впервые исполнили композицию «Mixtape: Oh» в программе японского YouTube-канала The First Take 29 октября 2021 года. Это событие стало значимым, так как данная песня стала первой корейской и некорейской композицией, представленным в рамках данной программы.

## Чарты
| Чарт (2021)                              | Высшая позиция |
| ---------------------------------------- | -------------- |
| Республика Корея (Gaon BGM Chart)        | 97             |
| Республика Корея (Gaon Download Chart)   | 18             |
| Сингапур (RIAS)                          | 19             |
| США (Billboard World Digital Song Sales) | 1              |
| Япония (Billboard Japan Download)        | 59             |